# Palaeagrotis
Palaeagrotis é um gênero de traça pertencente à família Arctiidae.